# Terroles
Terroles – miejscowość i gmina we Francji, w regionie Oksytania, w departamencie Aude.
Według danych na rok 1990 gminę zamieszkiwały 22 osoby, a gęstość zaludnienia wynosiła 3 osoby/km² (wśród 1545 gmin Langwedocji-Roussillon Terroles plasuje się na 877. miejscu pod względem liczby ludności, natomiast pod względem powierzchni na miejscu 886.).